# Eupelminae
Die Eupelminae bilden eine Unterfamilie der Eupelmidae innerhalb der Überfamilie der Erzwespen (Chalcidoidea).

## Taxonomie
Die Typusgattung ist Eupelmus  Dalman, 1820. Gibson führte 1995 eine Revision der Unterfamilie Eupelminae durch. Dabei identifizierte er 17 Untergattungen und 22 Artkomplexe in 33 Gattungen. Bei einer Revision von Burks et al. (2022) wurden eine Reihe von Gattungen ausgegliedert. Neben den Eupelminae werden zur Zeit zwei weitere Unterfamilien innerhalb der Eupelmidae anerkannt: Calosotinae und Eusandalinae.

## Merkmale
Alle Gattungen der Eupelminae weisen einen stark ausgeprägten Geschlechtsdimorphismus auf. Die Männchen ähneln „einfachen“ Erzwespen, während die Weibchen eine starke Anpassung bezüglich einer verbesserten Sprungfähigkeit aufweisen und damit Encyrtidae ähneln. Der Sprungapparat der Weibchen basiert auf sehr großen dorsolongitudinalen Muskeln im Thorax.

## Verbreitung
Die Eupelminae sind in weiten Teilen der Welt vertreten.

## Lebensweise
Die Eupelminae sind hauptsächlich idiobionte Ektoparasiten oder Prädatoren unreifer Entwicklungsstadien anderer Insekten und Webspinnen, die im Pflanzengewebe oder in Fasermaterialien geschützt leben. Die meisten Eupelminae sind entweder Ektoparasiten von Larven und Präpuppen aus den Ordnungen Diptera, Hymenoptera und Lepidoptera oder sie sind Prädatoren von oder Endoparasiten in Eiern von Webspinnen, Schaben, Wanzen, Schmetterlingen, Fangschrecken, Heuschrecken und Gespenstschrecken.

## Innere Systematik
Die Eupelminae umfassen folgende Gattungen:
- Anastatus Motschulsky, 1859 – 149 Arten, bspw. A. bifasciatus
- Arachnophaga Ashmead, 1896 – 36 Arten
- Australoodera Girault, 1922 – 4 Arten
- Brasema Cameron, 1884 – 53 Arten
- Calymmochilus Masi, 1919 – 12 Arten
- Cervicosus Gibson, 1995 – 1 Art (C. spinosus); Madagaskar, Südafrika
- Coryptilus Gibson, 1995 – 1 Art (C. indicus); Indien, Nepal
- Ecnomocephala Gibson, 1995 – 7 Arten
- Enigmapelma Gibson, 1995 – 1 Art (E. longicollis); Madagaskar
- Eueupelmus Girault, 1931 – 1 Art (E. cornutus); Australien
- Eupelmus Dalman, 1820 – 342 Arten, bspw. E. urozonus, E. vuilleti
- Eutreptopelma Gibson, 1995 – 1 Art (E. leucocheilum); Neotropis
- Lecaniobius Ashmead, 1896 – 7 Arten
- Lutnes Cameron, 1884 – 6 Arten
- Macreupelmus Ashmead, 1896 – 9 Arten
- Merostenus Walker, 1837 – 52 Arten
- Mesocomys Cameron, 1905 – 13 Arten
- Omeganastatus Gibson, 1995 – 1 Art (O. macrocercus); Neotropis
- Ooderella Ashmead, 1896 – 19 Arten
- Oozetetes De Santis, 1970 – 8 Arten
- Paranastatus Masi, 1917 – 8 Arten
- Phenaceupelmus Gibson, 1995 – 1 Art (P. chilensis); Chile
- Phlebopenes Perty, 1833 – 14 Arten
- Psomizopelma Gibson, 1995 – 5 Arten
- Rhinoeupelmus Gibson, 1995 – 1 Art (R. fuscipennis); Brasilien
- Taphronotus Gibson, 1995 – 1 Art (T. aglaosus); Neotropis
- Tineobiopsis Gibson, 1995 – 1 Art (T. mexicana); Mexiko
- Tineobius Ashmead, 1896 – 31 Arten
- Uropelma Sharkov, 1988 – 1 Art (U. formosum); Kuba
- Xenanastatus Boucek, 1988 – 3 Arten
- Zaischnopsis Ashmead, 1904 – 41 Arten